# 哈丘
哈丘是一个位于中国四川省若尔盖县的湖泊，面积约为9.5平方千米。